# Richti-Areal

Modellfotografie

Das Richti-Areal, Richti-Quartier oder einfach Richti ist eine Grossüberbauung in der Gemeinde Wallisellen, Kanton Zürich, die zwischen 2010 und 2014 auf einem 72'000 m² grossen Grundstück im Süden der Gemeinde entstand.

## Lage und Umgebung
Das 72'000 m² grosse Grundstück war 20 Jahre lang eine Industriebrache ohne feste Nutzung. Das Areal liegt zwischen dem Bahnhof Wallisellen und dem Einkaufszentrum Glatt. Die auf der bebaubaren Fläche von 65'000 m² erstellte Grossüberbauung weist durch die Blockrandbebauung einen stark urbanen Charakter aus und unterscheidet sich dadurch wesentlich vom ländlich-dörflichen Charakter der übrigen Gemeinde Wallisellen nördlich ennet der Geleise.

## Architektur
Die Wohn- und Geschäftsüberbauung mit 488 Eigentums- und Mietwohnungen für schätzungsweise 1200 Personen und Bürogebäuden und Ladenflächen mit über 3000 Arbeitsplätzen wurde gegen Ende 2014 fertiggestellt. Das Neubauquartier besteht aus sieben Gebäuden, sechs davon sind Blockrandbauten mit begrünten Innenhöfen. Die Überbauung ist durch eine Hauptgasse, der «Richtiarkade», der Länge nach geteilt. Der «Richtiplatz» ist das Zentrum des Quartiers. Durch die «Richtiarkade» und über den «Richtiplatz» erreichen Fussgänger vom Bahnhof Wallisellen das Einkaufszentrum Glatt. Von der bebaubaren Fläche bestehen 30 % aus Grünflächen und 27 % aus Strassen oder Plätzen.

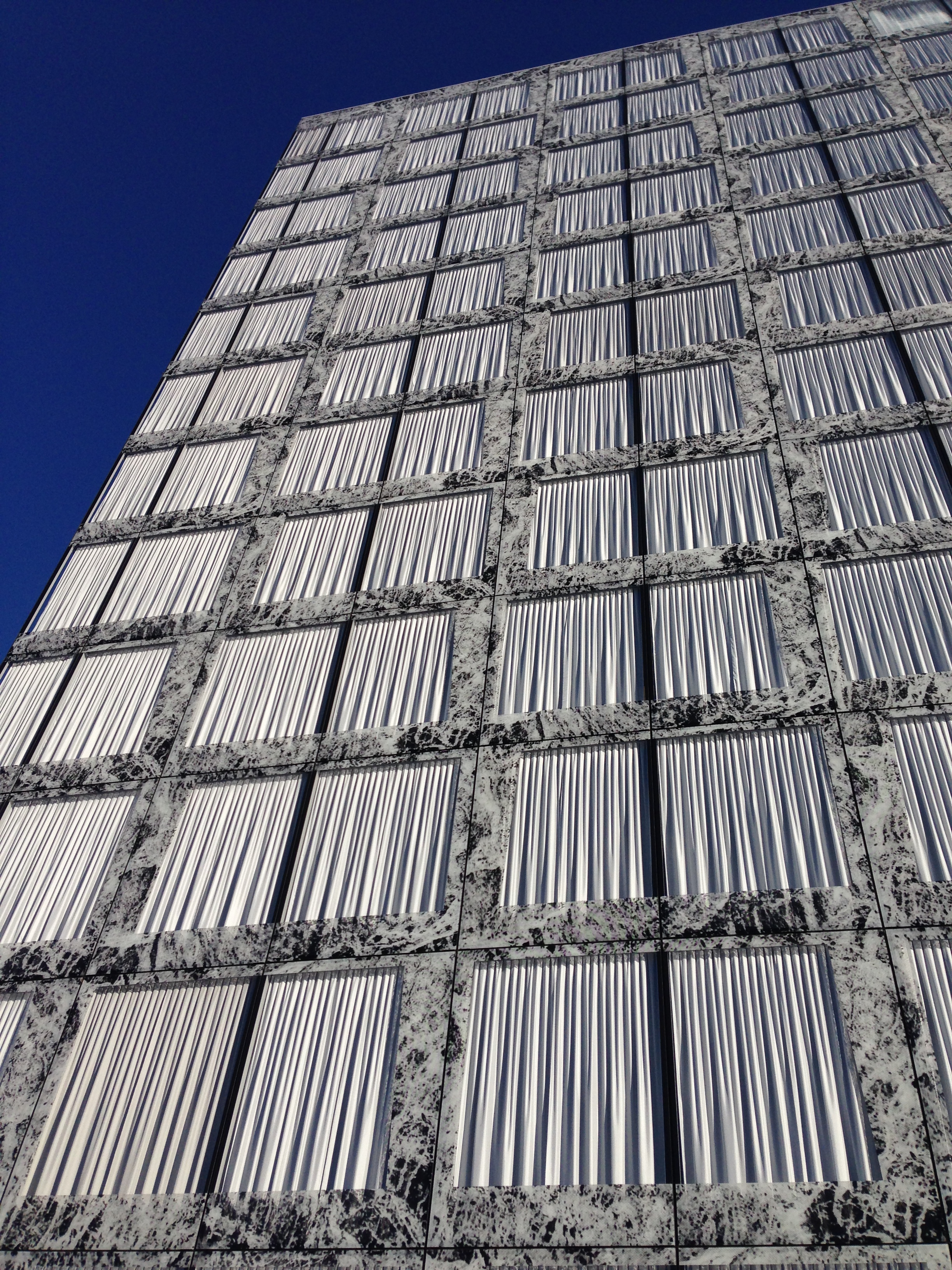
Detailansicht Bürohochhaus der Allianz Suisse mit den charakteristischen Vorhängen als Sonnenschutz

Insgesamt besteht die Überbauung aus sieben Gebäuden. Die sechs Blockrandbauten sind jeweils fünfgeschossig (plus Attikageschoss) und sind 20 m hoch. Das Bürohochhaus besteht aus 18 Stockwerken und ist 68 m hoch. Es steht gegenüber dem 1975 eröffneten NCR-Hochhaus des Glattzentrums (Glatt-Tower).
Die städtisch geprägte Überbauung auf dem Richti-Areal nimmt sich Blockrandbebauungen in Berlin und Mailand aus dem frühen 20. Jahrhundert zum Vorbild. Die verschiedenen Baufelder wurden von fünf Architekturbüros mit internationalem Rang entworfen, folgen jedoch dem Masterplan von Vittorio Magnago Lampugnani. Alle Gebäude sind mit unterschiedlichen Oberflächen bzw. -Strukturen ausgestattet, die Wohnhäuser sind in hellen Farben gehalten. Das Gebäude «Konradhof» hat eine Fussgängerarkade und orientiert sich an einem klassizistischen italienischen Baustil mit auffällig schmalen und grünen Fensterläden. Die beiden mit vier Passerellen verbundenen Gebäude der Allianz Suisse sind durchgängig mit an den Rändern bedrucktem Glas verkleidet, der ehemalige Hauptsitz von UPC Cablecom zeigt grosse, quadratische Fensterscheiben mit breiten, anthrazitfarbenen Fensterbändern.

### Kritik
Im Vorfeld der Abstimmung über das Projekt in der Gemeinde Wallisellen wurde seitens einer kleinen Gruppe vor «hässlichen Betonklötzen» und «Bunkern» gewarnt, an welche die Gebäude der Arealüberbauung erinnern würden. Zu Kritik führte aber auch die architektonische Ausführung der Fensterfronten der beiden Allianz-Gebäude: Passanten störten sich an den mit einem Muster aus abstrahiertem Marmor bedruckten Glaspanelen. Durch das grau-weisse Muster erinnerten die Glasfronten an ein «verschimmeltes Gebäude». Ebenfalls zu Kritik führten die für ein Geschäftsgebäude ungewohnten Vorhänge in den Fensterelementen. Die Gesamtüberbauung wird wegen ihrer verdichteten Bauweise und auf Grund ihres architektonischen Ensembles als zukunftsweisend betrachtet.

## Die einzelnen Baufelder bzw. Gebäude
| Baufeld | Gebäude-Name | Nutzung                                                   | Architekturbüro                               | Fertigstellung |
| ------- | ------------ | --------------------------------------------------------- | --------------------------------------------- | -------------- |
| 1       | –            | Bürogebäude der Allianz Suisse, Gewerbe im Parterre       | Wiel Arets Architects, Maastricht + Amsterdam | 2013           |
| 2       | Konradhof    | Eigentumswohnungen, Gewerbe im Parterre                   | Vittorio Magnago Lampugnani, Mailand          | 2013           |
| 3       | Escherhof    | Eigentumswohnungen, Gewerbe im Parterre                   | SAM Architekten und Partner AG, Zürich        | 2013           |
| 4       | Favrehof     | Mietwohnungen, Gewerbe im Parterre                        | Diener & Diener Architekten, Basel + Berlin   | 2014           |
| 5       | Ringhof      | Mietwohnungen, Gewerbe im Parterre, Büros an der Ostseite | Joos & Mathys Architekten, Zürich             | 2014           |
| 6       | Richtiring   | ehemals Bürogebäude der UPC Cablecom, Gewerbe             | Max Dudler Architekt, Berlin + Zürich         | 2014           |
| 7       | –            | Bürohochhaus der Allianz Suisse                           | Wiel Arets Architects, Maastricht + Amsterdam | 2013           |

## Unternehmen auf dem Richti-Areal
- Die Allianz Suisse hatte ihre vormaligen Direktionsstandorte in Bern (bis auf wenige Arbeitsstellen) und in der Stadt Zürich aufgegeben und konzentrierte ihr Geschäft auf dem Richti-Areal. Seit November 2013 arbeiten im neuen Hauptsitz der Versicherungsgesellschaft 1900 Mitarbeiter auf 42'000 m² Bürofläche.[6]
- Auch der Telekommunikations-Anbieter UPC Cablecom hat verschiedene bisherige Niederlassungen auf dem Richti-Areal zusammengefasst: Im November 2014 wurde das Gebäude Richtiring mit 1400 Stellen auf 20'000 m² Bürofläche bezogen.[7] Nach der Fusion von UPC Cablecom und Sunrise verliess die Firma 2021 das Richti-Areal.[8]
- Im Erdgeschoss der erstellten Gebäude zogen verschiedene Gewerbebetriebe zu. Die Einkaufsmöglichkeiten wurden unter der Marke «Richti-Shopping» zusammengefasst. Die Anbieterpalette reicht von Backzubehörläden, Restaurationsbetrieben, Bekleidungsfirmen, Detailhändlern bis zu Dienstleistungsbetrieben.

## Entstehungsgeschichte

Übersichtsplan: Oben der Bahnhof Wallisellen, rechts das Trassee der Glattalbahn, unten das Glattzentrum, hellgrau: die sieben Gebäude der Richti-Überbauung

1987 plante die damalige Bauherrengemeinschaft Richtiareal (bestehend aus den Firmen Zürcher Ziegeleien, Kreditanstalt und Bank Vontobel) auf dem Areal einen mehrteiligen Verwaltungskomplex, woraufhin ein Umweltverträglichkeitsbericht erstellt wurde (auf dem Grundstück produzierte die Firma Favre & Co. bis 1989 Betonröhren). 1990 wurde ein Architekturwettbewerb für das Bankenzentrum durchgeführt, welchen die beiden Zürcher Architektenteams Bétrix & Consolascio und Meili, Peter gewannen. Auf Grund von juristischen Streitigkeiten mit dem VCS sowie wegen der Immobilienkrise der 90er-Jahre verlief das Projekt im Sande. 2001 übernahm Allreal von der Bank Vontobel den östlichen Teil des Grundstücks und entwickelte das Projekt weiter. 2002 stieg die Kreditanstalt als Eigentümerin aus. Im Jahre 2004 löste sich Allreal vom Wettbewerbsprojekt und übernahm dann 2007 die fehlenden zwei Drittel des Grundstücks, womit sie zur alleinigen Eigentümerin des gesamten Areals wurde. Im Juli 2007 wurde eine Testplanung durchgeführt: es sollte untersucht werden, ob die Überbauung mit oder ohne einer Eventhalle erstellt werden sollte. Die Testplanung gewonnen hat alsdann das Studio di Archittetura aus Mailand, dessen Kopf Vittorio Magnago Lampugnani ist, mit dem Projekt ohne Eventhalle. Der Entwurf entscheidet sich aber für die Blockrandbebauung als Grundprinzip für das Projekt. 2008 wurden fünf Architekten bzw. Architekturbüros mit den Projektstudien für die einzelnen Baufelder beauftragt. Die Pläne wurden dann von sechs Architekten bzw. Architekturbüros angefertigt. Am 25. Juni 2009 befürwortete die Walliseller Gemeindeversammlung den Gestaltungsplan mit 267 zu 31 Stimmen.
Am 1. Februar 2010 erfolgte der Spatenstich für das 700-Millionen-Franken-Projekt. Gegen Ende 2014 waren die letzten Gebäude mit den Mietwohnungen und das Gebäude mit dem UPC-Cablecom-Hauptsitz bezugsbereit und damit die Grossüberbauung abgeschlossen.

## Erdwärmenutzung
Durch ein 7000 Quadratmeter grosses Erdsondenfeld mit 220 jeweils 225 m langen Sonden werden die Gebäude der Überbauung beheizt bzw. gekühlt. Damit sollen nur noch 20 % des Energiebedarfs mit anderen Energiequellen versorgt werden müssen. Durch diese Energieversorgung und anderen Massnahmen ist Richti Wallisellen die erste Arealüberbauung der Schweiz, welche die Anforderungen aus der Vision der 2000-Watt-Gesellschaft erfüllt.

## Anbindung des Areals an den Verkehr
Das Areal schliesst im Norden direkt an den Bahnhof Wallisellen an, der von den S-Bahnlinien S8, S14 und S19 und einigen örtlichen Buslinien bedient wird. Die bestehende Glattalbahn bedient ebenfalls den Bahnhof und fährt dann (in Richtung Bahnhof Stettbach) gleich zur Station «Glatt», die ebenfalls ans Areal anschliesst. Im Süden des Einkaufszentrums Glatt liegt die Autobahn A1.
Das Richti-Areal selbst ist für Motorfahrzeuge befahrbar, jedoch für den Durchgangsverkehr gesperrt.